# Badacsony

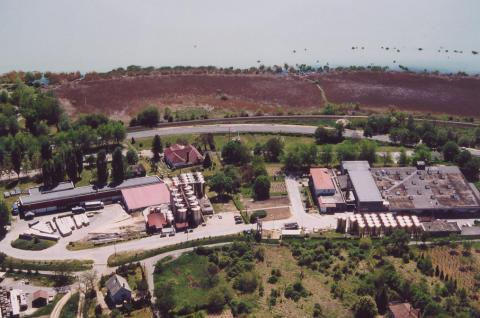
Badacsony

Badacsony (węg. IPA [ˈbɒdɒʧoɲ]) – miejscowość wypoczynkowa na Węgrzech, położona u stóp góry o tej samej nazwie, na północnym brzegu Balatonu, na zachód od Tihany. Badacsony jest znanym regionem produkcji wina, zwłaszcza wina Olaszrizling („Riesling włoski”) o zapachu gorzkich migdałów, różniący się od rieslinga reńskiego. Inne szczepy uprawiane w tym regionie to Szürkebarát („Szary mnich”) – odmiana Pinot gris, Sylvaner oraz bardzo stare: Kéknyelű (franc. Picolit) i Muszkat (Moscatel, Muskateller).
Góra Badacsony jest powulkanicznym twardzielcem, o charakterystycznej sylwetce trumny o płaskiej powierzchni (dł. 11 km, szer. 1–1,5 km, wysokość 437,4 m n.p.m., wysokość względna od powierzchni Balatonu 332,6 m), zbudowanym z bazaltu. Górę zamieszkują rzadkie gatunki zwierząt, spotyka się też rzadkie okazy roślinności. Góra z okolicami leży na terenie Balatońskiego Parku Narodowego.

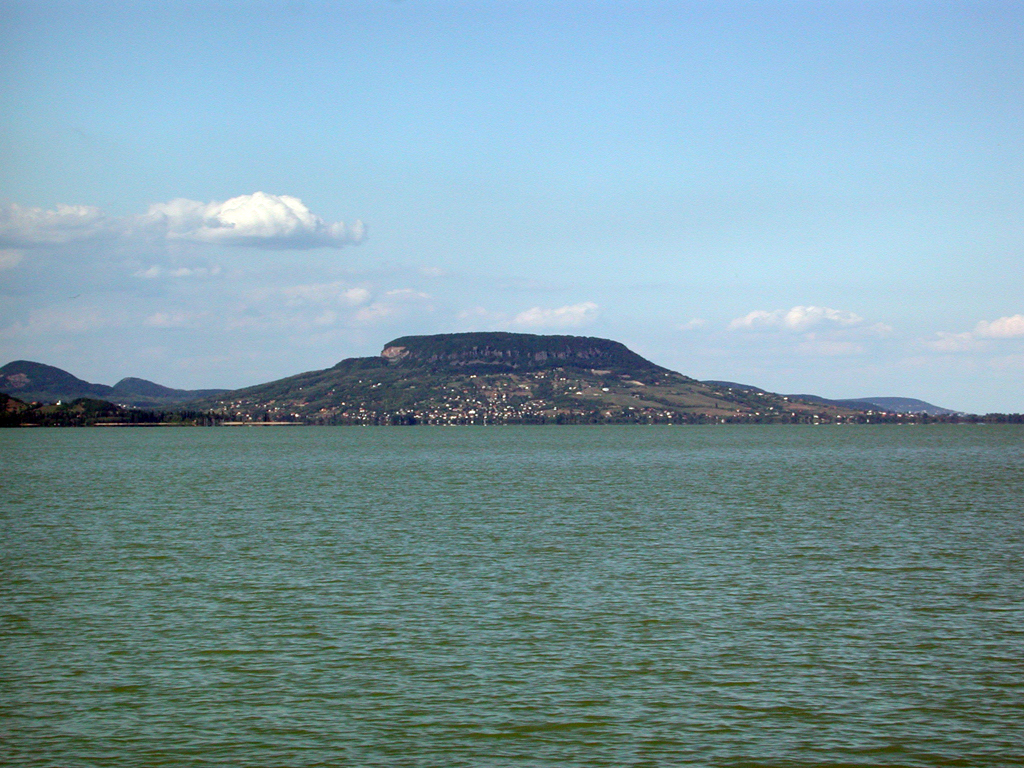
Góra Badacsony